# Cheryl Salisbury
Cheryl Ann Salisbury (8 de março de 1974) é uma ex-futebolista profissional australiana que atuava como defensora.

## Carreira
Cheryl Salisbury representou a Seleção Australiana de Futebol Feminino, nas Olimpíadas de 2000 e 2004.